# Piendamó
Piendamó è un comune della Colombia facente parte del dipartimento di Cauca.
Il centro abitato venne fondato da Sebastian de Belalcazar, Francisco Arevalo, Pedro Matta e Pedro Velasco nel 1535.